# アルフォート (菓子)

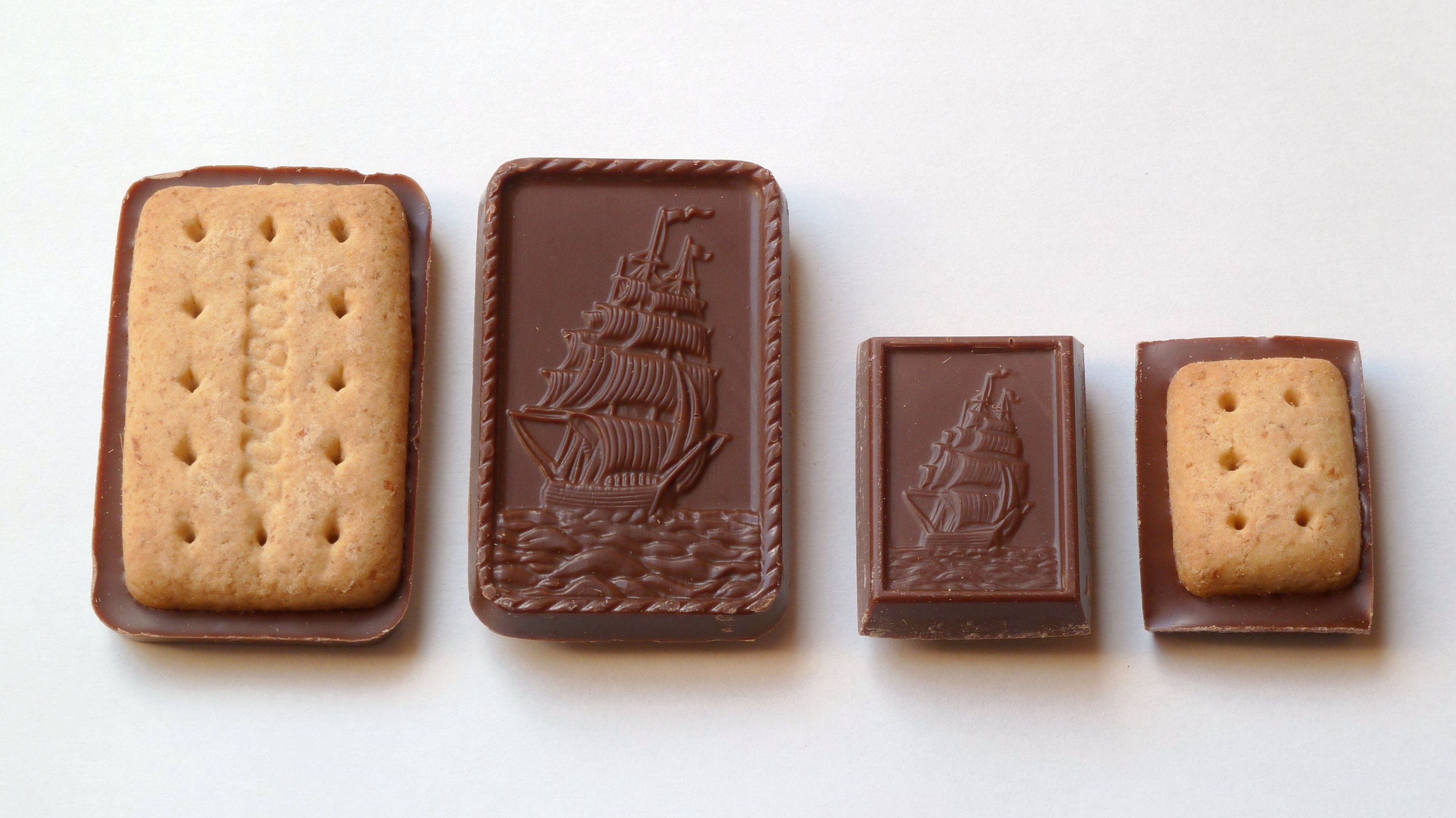
アルフォートとアルフォートミニチョコレート

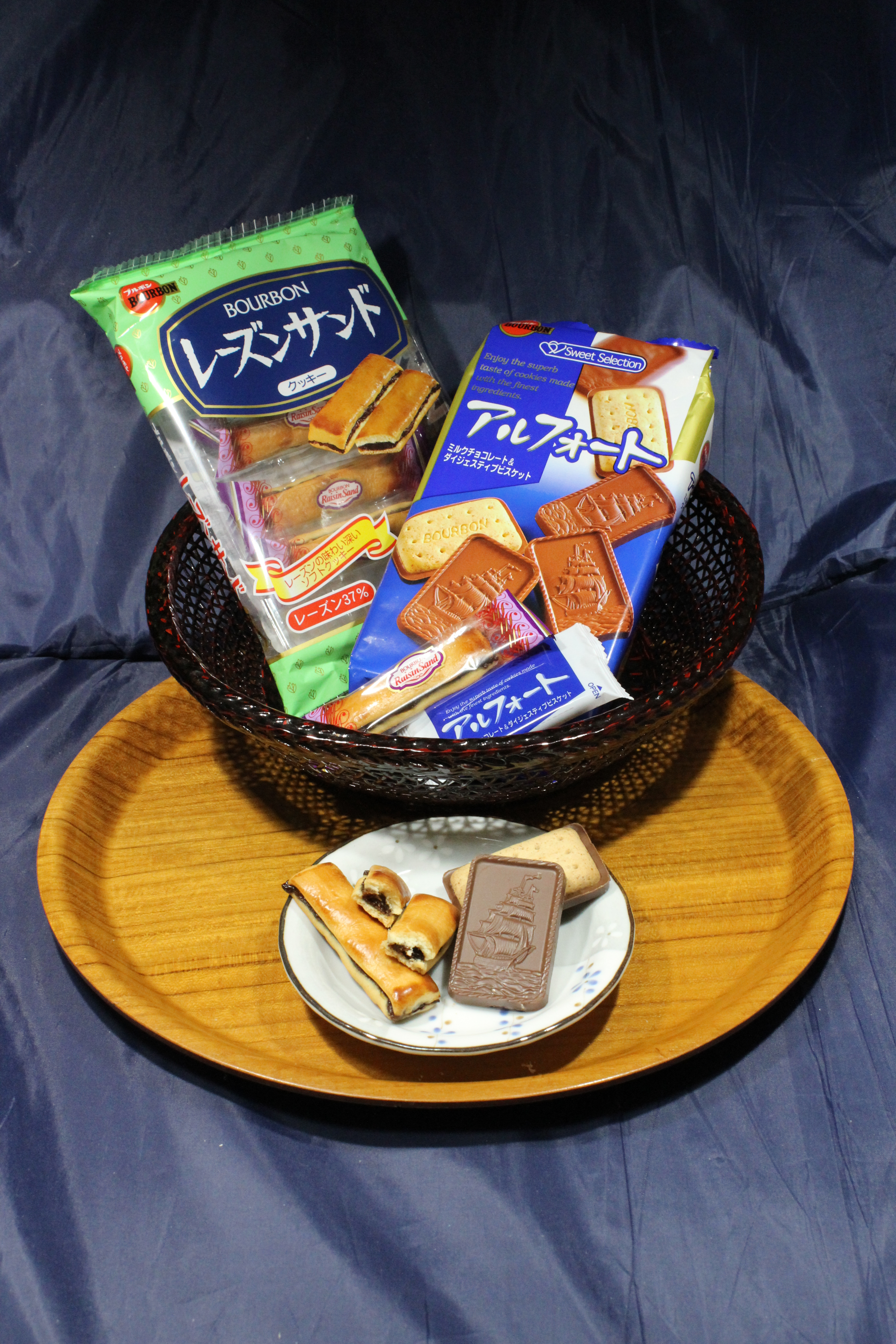
アルフォート（右）

アルフォート（Alfort）は、ブルボンの製造するビスケットである。1994年「スイートセレクション」シリーズの一つとして発売された。キャッチコピーは午後の、楽しい時間に。

## 商品概要
ビスケットとチョコレートを組み合わせた菓子。チョコ面には帆船のレリーフが成型されている。2003年には「アルフォートミニチョコレート」が発売されている。
チョコレートの味はミルク、バニラホワイト、ビターなど様々な種類があり、｢プレミアム｣のビスケットにはヘーゼルナッツが練りこまれている。ココア入ビスケットと組み合わせた製品もある。
姉妹商品に当たるのがラングドシャクッキーで薄板チョコを挟んだ「ブランチュール」シリーズ。アルフォートとブランチュールを同梱した大袋パッケージも存在した。
ネーミングは、チョコレートの帆船から「冒険」「夢」「ロマン」等のイメージにちなんでいる。帆船には、「お菓子という大海＝市場に夢とロマンをもって漕ぎ出していく」というイメージが込められている。

## 種類
- アルフォート (10枚入り。下記のミニ、ファミリーサイズの発売後はバッグサイズと呼称される)
- アルフォートミニチョコレート (12個入り)
  - ミルクチョコレート
  - チョコレートプレミアム
  - チョコレートきなこ
  - チョコレートバニラホワイト
  - チョコレートアロマビター
  - チョコレート宇治抹茶
  - チョコレート塩バニラ
  - チョコレートいちご
  - チョコレートミルクティー
  - チョコレートメープル

- アルフォートファミリーサイズ
ミルクチョコとリッチミルクチョコの2種類の詰め合わせ。他に季節限定で抹茶、バニラホワイト等がある。

## CM出演者
出演タレント名とCMソングは下記の通り。
- 早見優（1997年 - 2000年）
- 加藤あい（2005年 - 2007年）
  - 『KAGEROU』COOLON（2005年）
  - 『Rescue me～君がいたから～』mink（2006年）
  - 『Hold on to a dream』mink（2007年）
- 水嶋ヒロ（2008年 - 2010年）
  - 『僕の信じる道』しおり（2009年）
  - 『Oh My Baby』しおり（2010年）
- 向井理（2011年 - 2015年）
  - 『スケルツォ第2番』辻井伸行（2011年）
  - 『バーバ・ヤーガの小屋』辻井伸行（2011年）
  - 『ぼくらの歩む道』住岡梨奈（2014年）
  - 『Pray for you』住岡梨奈（2014年）
  - 『やさしくなれたら』住岡梨奈（2015年）
  - 『君が笑えば』flumpool（2015年）
  - 『今日の誓い』flumpool（2015年）
- 比嘉愛未（2011年）
- 蒔田彩珠（2013年）
- 志田未来（2014年 - 2015年）
- 坂口健太郎（2015年 - 2019年）
  - 『傘』King Gnu（2019年）
- 杉野遥亮（2020年）
  - 『群青』YOASOBI
- 高橋一生（2021年 - 2022年）
  - 『napori』Vaundy
- 赤楚衛二（2023年 - ）
  - 『花嵐』Eve

## 関連事項
2014年にはDeNAのマンガ雑誌アプリ「マンガボックス」とのタイアップで、当時のTVCMの漫画化がされた。作画はことり。